# Mistrovství světa juniorů v ledolezení 2017
Mistrovství světa juniorů v ledolezení 2017 (anglicky UIAA Ice Climbing World Youth Championship) proběhlo 10. – 11. února 2017 ve francouzském Champagny

## Průběh závodů

### Kategorie
- U16 (13 – 15 let) ročníky 2004-2002
- U19 (16 – 18 let) ročníky 2001-1999
- U22 (19 – 21 let) ročníky 1998-1996[2]

### Výsledky obtížnost
| pořadí | junioři            | junioři          | junioři           | juniorky           | juniorky           | juniorky           |
| pořadí | U16                | U19              | U22               | U16                | U19                | U22                |
| ------ | ------------------ | ---------------- | ----------------- | ------------------ | ------------------ | ------------------ |
| 1.     | Maksim Reshetnikov | Louna Ladevant   | Yannick Glatthard | Evgeniia Iashkova  | Sina Goetz         | Alena Kočebajevová |
| 2.     | neznámá vlajka     | Lukas Goetz      | Noah Beek         | Elizaveta Smerdova | Cora Vogel         | Vivien Labarile    |
| 3.     | neznámá vlajka     | Fedor Prazdnikov | Radomir Proščenko | Catalina Shirley   | Valerija Bogdanová | Hannah Langford    |
|        |                    |                  |                   |                    |                    |                    |
| další  | —                  | —                | 12. Adam Sedlák   | —                  | —                  | —                  |
| další  | —                  | —                | 14. Michal Franěk | —                  | —                  | —                  |
| celkem | ?                  | 8 finalistů      | 8 finalistů       | 6 finalistek       | 8 finalistek       | 4 finalistky       |
| celkem | 9 juniorů          | 19 juniorů       | 14 juniorů        | 6 juniorek         | 15 juniorek        | 4 juniorky         |

### Výsledky rychlost
| pořadí | junioři           | junioři          | junioři           | juniorky           | juniorky           | juniorky           |
| pořadí | U16               | U19              | U22               | U16                | U19                | U22                |
| ------ | ----------------- | ---------------- | ----------------- | ------------------ | ------------------ | ------------------ |
| 1.     | Vladislav Temerev | Nikita Glazyrin  | Radomir Proščenko | Elizaveta Smerdova | Valerija Bogdanová | Vivien Labarile    |
| 2.     | Pavel Shubin      | Maksim Sitiakov  | Vadim Malshchukov | Evgeniia Iashkova  | Irina Dubovtseva   | Félicie Camelin    |
| 3.     | Danila Bikulov    | Anton Sucharev   | Tristan Ladevant  | Daria Glotova      | Diana Galimova     | Alena Kočebajevová |
|        |                   |                  |                   |                    |                    |                    |
| další  | —                 | — —              | —                 | —                  | —                  | —                  |
| celkem | 4 finalisté       | 4/8/12 finalistů | 4/8 finalistů     | 4 finalistek       | 4/8 finalistek     | 2 finalistky       |
| celkem | 7 juniorů         | 20 juniorů       | 11 juniorů        | 7 juniorek         | 12 juniorek        | 3 juniorky         |

### Medaile podle zemí
| pořadí | stát      | Zlatá medaile | Stříbrná medaile | Bronzová medaile | celkem |
| ------ | --------- | ------------- | ---------------- | ---------------- | ------ |
| 1.     | Rusko     | 8             | 6                | 8                | 22     |
| 2.     | Švýcarsko | 3             | 3                | 0                | 6      |
| 3.     | Francie   | 1             | 1                | 1                | 3      |
| 4.     | Kanada    | 0             | 1                | 0                | 1      |
| 5.     | USA       | 0             | 0                | 2                | 2      |